# Troy Baker
Troy Edward Baker (Dallas, 1 de abril de 1976) é um dublador americano e músico conhecido por interpretar personagens principais em videogames. Suas performances mais conhecidas incluem Joel em The Last of Us e The Last of Us Part II, Booker DeWitt em BioShock Infinite, Delsin Rowe em Infamous Second Son, Coringa em Batman: Arkham Origins e Batman: Assault on Arkham, Talion em Middle-earth: Shadow of Mordor, Jack Mitchell em Call of Duty: Advanced Warfare, Vincent Brooks em Catherine, Yuri Lowell em Tales of Vesperia, Samuel Drake em Uncharted 4: A Thief's End e Uncharted: The Lost Legacy, Pagan Min em Far Cry 4, Jake Muller em Resident Evil 6 e Higgs em Death Stranding e Death Stranding 2: On The Beach. Ele também expressou em uma série de adaptações inglesas de shows de anime japoneses, incluindo Basilisk, Trinity Blood, Fullmetal Alchemist, One Piece, Bleach e Naruto: Shippuden.
Antes de prosseguir a atuação, Baker foi o principal cantor e guitarrista da banda indie-rock Tripp Fontaine, que lançou o single de rádio "Burning Out" de seu álbum de estréia Random Thoughts on a Paper Napkin em 2004. Seu primeiro álbum solo, Sitting in the Fire, foi lançado em 14 de Outubro de 2014.